# Rue Sainte-Apolline
La rue Sainte-Apolline est une voie des 2e et 3e arrondissements de Paris, en France.

## Situation et accès
La rue Sainte-Apolline est située dans les 2e et 3e arrondissements de Paris. Elle débute au 357, rue Saint-Martin et se termine au 248, rue Saint-Denis.
Le quartier est desservi par les lignes 4, 8 et 9 à la station Strasbourg - Saint-Denis.

## Origine du nom
L'origine du nom de cette rue n'est indiquée dans aucun des ouvrages de référence.

## Historique
Cette rue qui suivait le rempart de l'enceinte de Charles V existait déjà en 1672 sous le nom de « rue Sainte-Apolline », et comprenait alors une partie de la rue Meslay. Sur le plan de La Caille de 1714, elle porte le nom de « rue de Bourbon ».

## Bâtiments remarquables et lieux de mémoire
- No 25 : 
  - le libraire et bibliographe français Antoine-Augustin Renouard (1765-1853) y a demeuré
  - emplacement de la maison close Aux Glaces[2].

## Pour approfondir